# Иргиз (аэропорт)
Иргиз — аэропорт местных воздушных линий в Иргизском районе Актюбинской области Казахстана, вблизи одноимённого села.
Аэродром Иргиз 4 класса, способен принимать самолёты Ан-2, Ан-28, Л-410 и более лёгкие, а также вертолёты всех типов. Площадь аэропорта 60 га.
В конце 1990-х аэропорт был заброшен и с тех пор использовался как посадочная площадка при проведении авиационных работ.
В 2011 году аэропорт был восстановлен и возобновил работу. С ноября 2011 года будет выполняться два раза в неделю регулярный авиарейс Актобе — Иргиз — Актобе на самолётах Л-410.